# Anter Zerguelaïne
Antar Zerguelaïne (عنتر زرق العين), né le 4 janvier 1985 à Jijel, est un athlète algérien, spécialiste du demi-fond.

## Carrière
Anter Zerguelaïne est champion d'Algérie du 800 mètres en 2006.
En 2007, il remporte la médaille d'argent du 1 500 mètres des Jeux africains puis termine 6e de la finale du 1 500 mètresdes Championnats du monde . Il remporte ensuite la médaille d'or du 1 500 mètres aux Jeux méditerranéens de 2009 à Pescara. Peu après, il remporte le 1 500 m du Super Grand Prix à Lausanne. Il est champion d'Algérie du 800 mètres en 2009 et du 1 500 mètres en 2010.

## Meilleures performances
- 800 m : 1 min 45 s 81 Rabat 14/06/2008
- 1 500 m : 3 min 31 s 95 Berlin 04/09/2005
- 3 000 m : 7 min 47 s 68 Paris Saint-Denis 18/07/2008